# Daubeuf-près-Vatteville
Daubeuf-près-Vatteville est une commune française située dans le département de l'Eure en région Normandie.
Ses habitants sont appelés les Daubeuviens et Daubeuviennes.

## Géographie

### Localisation
- Située dans un vallon dans la marne de la Seine.
- Hameaux : Aumare, les Buspins, Fretteville et le Mont-Joyeux

|             | Vatteville, Heuqueville |             |
| Connelles   | Daubeuf-près-Vatteville | La Roquette |
| Herqueville | Muids                   |             |

### Hydrographie
La commune est située dans le bassin Seine-Normandie. Elle n'est drainée par aucun cours d'eau,.

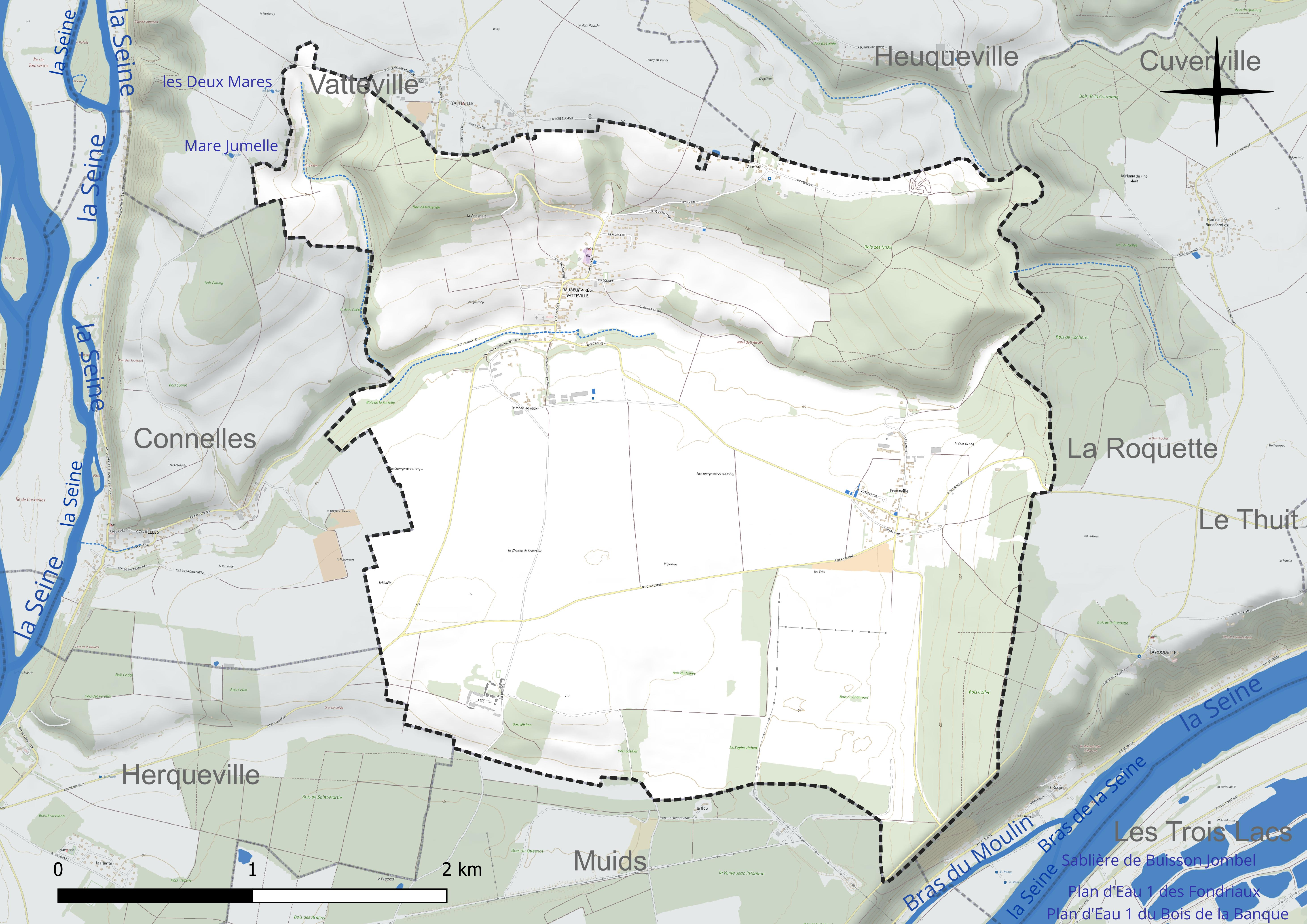
Réseau hydrographique de Daubeuf-près-Vatteville.

### Climat
Pour des articles plus généraux, voir Climat de la Normandie et Climat de l'Eure.
En 2010, le climat de la commune est de type climat océanique dégradé des plaines du Centre et du Nord, selon une étude du CNRS s'appuyant sur une série de données couvrant la période 1971-2000. En 2020, Météo-France publie une typologie des climats de la France métropolitaine dans laquelle la commune est exposée à un climat océanique et est dans la région climatique  Côtes de la Manche orientale, caractérisée par un faible ensoleillement (1 550 h/an) ; forte humidité de l’air (plus de 20 h/jour avec humidité relative > 80 % en hiver), vents forts fréquents. Parallèlement le GIEC normand, un groupe régional d’experts sur le climat, différencie quant à lui, dans une étude de 2020, trois grands types de climats pour la région Normandie, nuancés à une échelle plus fine par les facteurs géographiques locaux. La commune est, selon ce zonage, exposée à un « climat des plateaux abrités », correspondant aux plaines agricoles de l’Eure, avec une pluviométrie beaucoup plus faible que dans la plaine de Caen en raison du double effet d’abri provoqué par les collines du Bocage normand et par celles qui s’étendent sur un axe du Pays d'Auge au Perche.
Pour la période 1971-2000, la température annuelle moyenne est de 10,9 °C, avec  une amplitude thermique annuelle de 14,2 °C. Le cumul annuel moyen de précipitations est de 749 mm, avec 12,1 jours de précipitations en janvier et 7,9 jours en juillet. Pour la période 1991-2020, la température moyenne annuelle observée sur la station météorologique la plus proche, située sur la commune de Muids à 5 km à vol d'oiseau, est de 12,0 °C et le cumul annuel moyen de précipitations est de 609,1 mm,. Pour l'avenir, les paramètres climatiques de la commune estimés pour 2050 selon différents scénarios d’émission de gaz à effet de serre sont consultables sur un site dédié publié par Météo-France en novembre 2022.

## Urbanisme

### Typologie
Au 1er janvier 2024, Daubeuf-près-Vatteville est catégorisée commune rurale à habitat dispersé, selon la nouvelle grille communale de densité à 7 niveaux définie par l'Insee en 2022.
Elle est située hors unité urbaine. Par ailleurs la commune fait partie de l'aire d'attraction de Louviers, dont elle est une commune de la couronne,. Cette aire, qui regroupe 44 communes, est catégorisée dans les aires de 50 000 à moins de 200 000 habitants,.

### Occupation des sols
L'occupation des sols de la commune, telle qu'elle ressort de la base de données européenne d’occupation biophysique des sols Corine Land Cover (CLC), est marquée par l'importance des territoires agricoles (65,5 % en 2018), en diminution par rapport à 1990 (71,3 %). La répartition détaillée en 2018 est la suivante : 
terres arables (59 %), forêts (24,9 %), zones agricoles hétérogènes (5,4 %), mines, décharges et chantiers (4,5 %), zones urbanisées (3 %), milieux à végétation arbustive et/ou herbacée (2 %), prairies (1,1 %). L'évolution de l’occupation des sols de la commune et de ses infrastructures peut être observée sur les différentes représentations cartographiques du territoire : la carte de Cassini (XVIIIe siècle), la carte d'état-major (1820-1866) et les cartes ou photos aériennes de l'IGN pour la période actuelle (1950 à aujourd'hui).

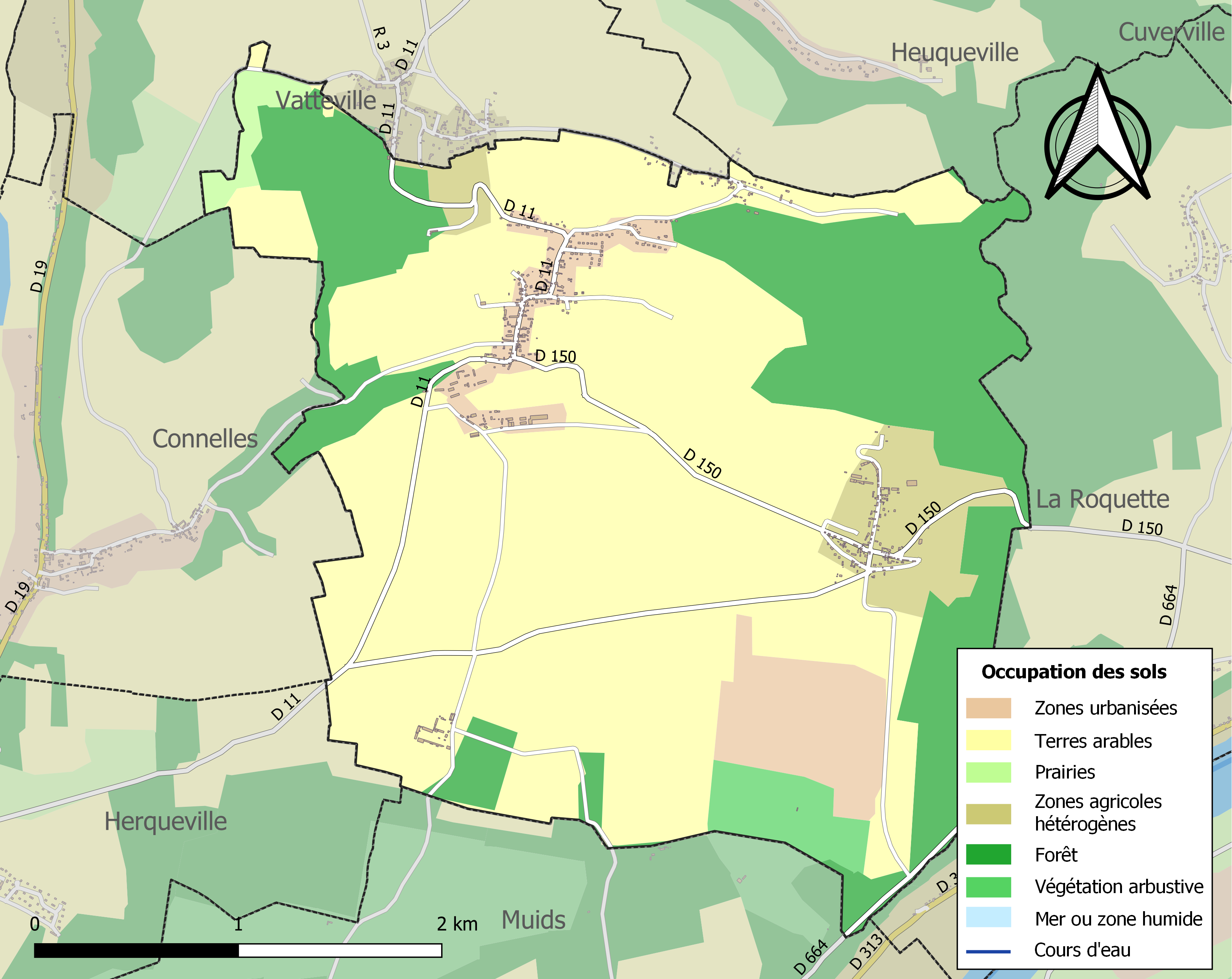
Carte des infrastructures et de l'occupation des sols de la commune en 2018 (CLC).

## Toponymie
Le nom de la localité est attesté sous la forme latinisée Dalbodo en 1025 et française Dauboe en 1197, puis Dalbodium in Vulcasino en 1215, Daubotum en 1288, Daubeuf en Vexin en 1421 (tabell. de Rouen et Philippe d’Alençon), Daubelum au XVe siècle, Aubeuf en 1463 (La Roque), Daubeuf-sur-Seine 1828 (Louis Du Bois), Daubeuf-en-Vexin 1867.
Il s'agit d'un type toponymique répandu en Normandie, issu de l'ancien scandinave et composé des éléments dalr « val, vallon, vallée » et bóð « cabane, habitation » (ancien danois both, danois bod), par extension « village », d'où le sens global d'« habitation ou village du vallon ».
Daubeuf possède quelques homonymes en Haute-Normandie, dont Daubeuf-la-Campagne (le Neubourg, Dalbuoth 1011, Dalbuth vers 1025), c'est d'ailleurs pour cette raison qu'a été ajouté le déterminant complémentaire -en-Vexin, remplacé depuis par -près-Vatteville. Les toponymes anglais et scandinaves de type Dalby possèdent la même étymologie bóð ayant été remplacé dans certains cas par by de sens proche. Dalbúð (Islande), formé sur le vieux norrois de l'est / vieil islandais búð « cabane, habitation », est rigoureusement semblable à la forme Dalbuth relevée vers 1027 pour l'homonyme Daubeuf-la-Campagne.
Les appellatifs scandinaves dalr « vallée » et bóð « cabane, habitation » sont fréquents dans la toponymie normande : le premier dalr apparait généralement comme deuxième élément d'un composé toponymique, par exemple : Saint-Vaast-Dieppedalle, Oudalle, Eurdal, Mordal, etc. le passage de Dal- à Dau- s'explique par l'évolution phonétique régulière du [l] devant une autre consonne en français (vocalisation). Bóð a régulièrement donné beuf en français, d'où les nombreux Elbeuf, Criquebeuf, Marbeuf, etc.
Vatteville, est une commune située au nord de Daubeuf.

## Histoire

### Antiquité et Haut Moyen Âge
Le lieu-dit les Sablons présente des traces d'occupation humaine datant de la fin du néolithique, c'est-à-dire des environs de l'an 3 000 avant Jésus-Christ.
L'ancienne paroisse de Daubeuf-près-Vatteville était placée sous le vocable de saint Martin de Tours (316-397), patron du royaume franc puis de la dynastie mérovingienne, dont le culte atteignit son apogée aux VIe et VIIe siècles et qui indique l’ancienneté de la plupart des 3 700 églises de France qui lui sont dédiées.
Un cimetière mérovingien fut découvert au Mont-Joyeux à Daubeuf-près-Vatteville au début du XIXe siècle. En 1868, maître Émile Guillard, avoué à Louviers, possédait une médaille dite pannoniène provenant de ce site archéologique.
Le hameau de Fretteville est une ancienne villa gallo-romaine[réf. nécessaire] qui, avec Amfreville-la-Campagne, fit partie du domaine ducal sous les Normands, avant d’être cédée à l’archevêque de Rouen dans la première moitié du Xe siècle par le comte de Rouen Guillaume Ier de Normandie (av. 910-942).

### Moyen-Âge
La seigneurie et le patronage de la paroisse Saint-Martin de Daubeuf appartinrent au moins entre 1226 et 1390 à la famille éponyme, qui posséda également le Moulin-Thorel à Guiseniers, Le Thuit et Tilly. Au début du XVe siècle, damoiselle Catherine de Daubeuf (...-1434) apporta ce fief par mariage au fils du seigneur de Muids, à savoir Jehan IV de Boissay (ca 1365-av. 1425), seigneur de Boissay et de Mesnières-en-Bray, chambellan du Roi et capitaine du château de Lyons en 1400.
Manifestement veuf de Catherine de Jouy, ce seigneur portait d’hermine, à un lion de gueules et semble être mort sans postérité. Dans un procès qui se tint en 1412-1415 aux assises d’Andely, Jehan IV de Boissay disputa le patronage de Daubeuf à Isabeau de Hangest (ca 1347-ca 1419), dame et baronne de Pont-Saint-Pierre et de Heuqueville, et à Louis d’Harcourt (1382-1422), archevêque de Rouen en 1409-1422. Au moment de l’invasion anglaise, Daubeuf était passé avec Mesnières-en-Bray et Bailleul à sa sœur Isabeau de Boissay (av. 1400-ap. 1437), épouse successive des chevaliers Thibault de Chantemerle, Alain Le Lay et Jehan de Masquerel, lui-même baron de Bosc-Geoffroy, seigneur de Clères, Hénouville, Hermanville, Imbleville, Cailly, Saint-Germain-sous-Cailly et Thiédeville. Ayant fait allégeance aux Anglais, Isabeau de Boissay et son deuxième mari Alain Le Lay, qui portait d’argent, à une fasce d’azur accompagnée en chef de trois annelets et en pointe d’une aigle éployée de sable, becquée et membrée de gueules, rentrèrent en possession de Daubeuf et reçurent même Cailly et Saint-Germain-sous-Cailly, fiefs vacants à cause de la résistance de leur neveu Laurent de Boissay (1435-1482) à la couronne anglaise. Ainsi, Alain Le Lay prétendait en 1419 au patronage de la paroisse de Daubeuf, dont le bénéfice passa alors des mains de Jehan d’Harcourt à celles de Robert de Bressy, tous deux prêtres.
Enfin, en 1460, soit sept ans après la fin de la guerre de Cent Ans, Laurent de Boissay rentra en possession de ses terres, dont Daubeuf. Son fils et héritier Louis de Boissay (1460-1504), d'abord placé sous la tutelle de Guillaume Le Picart d'Ételan, grand-maître de l'artillerie de Louis XI, fut ensuite baron de Mesnières-en-Bray, seigneur de Daubeuf, de Muids et de Saint-Germain-sous-Cailly. Avec son épouse damoiselle Hélène Lhuillier, descendante du célèbre prévôt de Paris Étienne Marcel (...-1358), il fit don de Daubeuf et de Muids à Roger de Longchamps, chevalier, et à son fils Jehan, aussi chevalier. D'où un procès soutenu vers 1494 par Alain de Hellenvilliers (ca 1450-...), baron de La Ferté-Frênel, époux de Marie de Boissay et beau-frère de Louis.

### Époque moderne
Les registres paroissiaux de Saint-Martin de Daubeuf-près-Vatteville figurent parmi les plus anciens conservés dans le département de l’Eure, puisqu’ils commencent avec le baptême de Louise Fiquet, à la date du 20 mars 1550. Ils comportent notamment des actes de catholicité relatifs aux familles Le Picard de Radeval, Lambert du Londe, de Roncherolles, de Malvende et Allorge de Senneville, et indiquent en particulier qu’un horsain, Adam de La Bazoge, chevalier, seigneur de Chasseguey et conseiller au parlement de Rouen depuis 1667, vendit par acte passé le 6 septembre 1679 devant les tabellions de Heuqueville, une terre de 103 acres, pour la somme de 500 livres, à Louis Lambert, écuyer, sieur du Londe. Cette transaction dut se faire sur la base de quelque assise légale et, en effet, en 1683, le même Adam de La Bazoge se disait patron de Daubeuf, à cause de sa baronnie et haute-justice de Heuqueville et de Heudicourt, dont il avait hérité d’un oncle nommé Le Chevrel. Marié en 1667 à Péronne Muysson (1639-...), il portait : d’or, à une fasce endentée d’azur chargée d’une épée d’argent et accompagnée de trois casques de sable. Par fidélité à la foi protestante, il gagna les Pays-Bas lors de la révocation de l’édit de Nantes et y mourut vers 1710, sans doute à Rotterdam. Entre-temps, ses terres d’Heuqueville et de Chasseguey avaient été confisquées et données par le roi à la comtesse d’Isigny, qui en jouit au moins entre 1685 et 1690.
En 1690, la baronnie d’Heuqueville, dont relevait toujours Daubeuf, passa d’une manière ou d’une autre entre les mains d’un autre protestant, en la personne de Jean-Gédéon de Gosselin, baron du Caule, seigneur du Londe, de La Haulle et du Bosc, qui n’en jouit portant paisiblement qu’après avoir versé la somme de 150 000 livres aux héritiers du sieur de La Bazoge. Écuyer ordinaire du Roi en 1726-1736, le nouveau baron d’Heuqueville portait pour sa part : d’azur, à trois fasces ondées d’argent surmontées en chef d’un vol du même.
Pendant l’intervalle, la seigneurie de Daubeuf avait elle-même fait retour à la famille de Roncherolles, qui l’avait déjà possédée avec les baronnies d’Heuqueville et de Pont-Saint-Pierre après l’alliance contractée le 13 novembre 1367 entre Jehan de Roncherolles (ca 1345-ap. 1382) et Isabeau de Hangest (ca 1347-ca 1419), et qui portait : d’argent, à deux fasces de gueules, l’escu environné de la devise Honor et virtus. C’est ainsi que Gabriel de Roncherolles (1641-1676) s’intitulait comte de Planquery, seigneur de La Bazoge, du Buspin et de Daubeuf. Mort capitaine de cavalerie au régiment de son cousin le marquis de Roncherolles, il avait épousé en 1669 Jeanne-Angélique Néel de Tierceville, dame de Brémoy, d’Angoville et de Bucq, qui lui donna d’une part Charles-Nicolas de Roncherolles (1671-1761), comte de Planquery, seigneur de La Bazogue, La Londe, Le Buspin et Daubeuf, capitaine au régiment royal des Carabiniers, parrain le 26 décembre 1695 à Daubeuf, marié en 1699 à Madeleine Le Cornier de Saint-Hélène (ca 1673-…), avec laquelle il continua la branche des comtes de Planquery, et d’autre part Antoine Charles François de Roncherolles (1673-1729), chevalier, seigneur, patron et comte de Daubeuf, reçu chevalier de Malte le 30 octobre 1690, parrain les 27 juin 1702 et 30 août 1707 à Daubeuf, marié en 1713 à Daubeuf à Marie-Céleste Dedun, veuve en premières noces de Tranquille II Allorge (ca 1653-1711), écuyer, seigneur de Senneville. De cette dernière alliance vint notamment Charles Antoine Tranquille de Roncherolles (1714-1786), marquis de Roncherolles, seigneur, patron honoraire et comte de Daubeuf, chevalier de l’ordre royal et militaire de Saint-Louis, capitaine de cavalerie au régiment de royal-Cravates. Quoique La Chesnaye des Bois et Badier le disent célibataire en 1769, ce dernier épousa en 1762 à Rouen damoiselle Marie, Thérèse, Gabrielle du Bosc de Radepont (1739-1789), laquelle s’éteignit « étant en la communauté des dames des nouvelles catholiques de la paroisse de Saint-Patrice de la ville de Rouen [mais] ayant requis d’être inhumée près de son époux » et fut donc inhumée au cimetière de Daubeuf, non sans avoir laissé une postérité à feu son mari.
Par acte passé le 14 janvier 1789, Raoul IV de La Barre de Nanteuil (1743-1833) et sa seconde épouse Marie, Sophie, Ursule Hallé de Rouville (1755-1828), acquirent la seigneurie de Daubeuf, autrefois vavassorie noble des Buspins, alors constituée d’un château briques-et-pierre, de domaines fieffé et non-fieffé, d’une chapelle médiévale en colombages et d’un droit de patronage, pour le prix principal de 277 750 livres, sur Anne Charles Léonor, comte de Roncherolles (1766-1840). Le roi Louis XVI fit bientôt aux époux Nanteuil une faveur insigne en érigeant cette seigneurie dont le château était le chef-moi, en demi-fief de haubert, sous le nom de « Daubeuf-de-Nanteuil », par lettres patentes données en juin 1789 à Marly-le-Roi et enregistrées le 14 août 1789 en la chambre des Comptes de Rouen

### XIXeetXXesiècles
Raoul IV de La Barre de Nanteuil succéda à Tranquille III Goumeaux (1742-1824), jardinier et propriétaire, comme maire de Daubeuf, de février 1804 à décembre 1810. Après que son fils Jean Charles Raoul (1781-1868) lui eut succédé de janvier 1810 à avril 1811, il fut de nouveau maire de Daubeuf de mai 1811 à novembre 1815.
Entre 1906 et 1922, Louis Renault (1877-1944) crée et développe un important domaine agricole, dit domaine Louis Renault, par l'acquisition des domaines des Buspins, d’Herqueville, de Fretteville et de Mont-Joyeux. L’industriel conserve alors le château des Buspins et son colombier, rénove et agrandit les bâtiments de l’exploitation contiguë, transformant cette dernière en ferme expérimentale pour ses machines agricoles. Il fait également construire deux hangars qui appuyés sur le mur du parc du château, un silo à grains, un endroit pour stocker les betteraves et un paddock. La maison d’habitation, aménagée dans la seconde moitié du XIXe siècle, a ensuite été habillée d’une façade néoclassique. Un autre hangar a été construit plus récemment au fond de la cour, un autre encore à l’extérieur, à proximité du silo. En 1939, le château accueille les filles des ouvriers mobilisés des usines Renault de Billancourt. Malgré ses tentatives pour convertir l’important domaine de son père en un domaine agricole produisant par exemple de la luzerne déshydratée et la fécule de pomme de terre, puis en un domaine industriel produisant du matériel de bureau, Jean-Louis Renault (1920-1982) l’abandonne au début des années 1960.

## Politique et administration
| Période                                  | Période   | Identité                      | Étiquette | Qualité                                         |
| ---------------------------------------- | --------- | ----------------------------- | --------- | ----------------------------------------------- |
| Les données manquantes sont à compléter. |           |                               |           |                                                 |
| vers 1818                                | vers 1837 | Pierre Louis Carrière (1785-) |           | Propriétaire cultivateur                        |
| vers 1838                                | vers 1874 | Noël Carrière                 |           | Propriétaire cultivateur, fils de Pierre Louis. |
| Les données manquantes sont à compléter. |           |                               |           |                                                 |
| vers 1889                                | vers 1903 | Adolphe Lemercier             |           |                                                 |
| vers 1907                                | vers 1921 | Paul Damase Sarrazin          |           | Grainetier                                      |
| Les données manquantes sont à compléter. |           |                               |           |                                                 |
| vers 1882                                |           | Ferdinand Carrière            |           | Cultivateur                                     |
| Les données manquantes sont à compléter. |           |                               |           |                                                 |
| mars 2001                                | En cours  | Serge Colombel                | DVD       | Retraité                                        |
| Les données manquantes sont à compléter. |           |                               |           |                                                 |

## Démographie
L'évolution du nombre d'habitants est connue à travers les recensements de la population effectués dans la commune depuis 1793. Pour les communes de moins de 10 000 habitants, une enquête de recensement portant sur toute la population est réalisée tous les cinq ans, les populations de référence des années intermédiaires étant quant à elles estimées par interpolation ou extrapolation. Pour la commune, le premier recensement exhaustif entrant dans le cadre du nouveau dispositif a été réalisé en 2007.

En 2022, la commune comptait 460 habitants, en évolution de −2,54 % par rapport à 2016 (Eure : −0,25 %, France hors Mayotte : +2,11 %).
| 1793 | 1800 | 1806 | 1821 | 1831 | 1836 | 1841 | 1846 | 1851 |
| ---- | ---- | ---- | ---- | ---- | ---- | ---- | ---- | ---- |
| 446  | 482  | 449  | 394  | 415  | 432  | 436  | 455  | 492  |

| 1856 | 1861 | 1866 | 1872 | 1876 | 1881 | 1886 | 1891 | 1896 |
| ---- | ---- | ---- | ---- | ---- | ---- | ---- | ---- | ---- |
| 508  | 442  | 447  | 432  | 422  | 375  | 361  | 342  | 341  |

| 1901 | 1906 | 1911 | 1921 | 1926 | 1931 | 1936 | 1946 | 1954 |
| ---- | ---- | ---- | ---- | ---- | ---- | ---- | ---- | ---- |
| 350  | 319  | 321  | 304  | 312  | 279  | 287  | 319  | 285  |

| 1962 | 1968 | 1975 | 1982 | 1990 | 1999 | 2006 | 2007 | 2012 |
| ---- | ---- | ---- | ---- | ---- | ---- | ---- | ---- | ---- |
| 341  | 337  | 296  | 307  | 393  | 425  | 461  | 466  | 483  |

| 2017 | 2022 | - | - | - | - | - | - | - |
| ---- | ---- | - | - | - | - | - | - | - |
| 468  | 460  | - | - | - | - | - | - | - |

## Culture locale et patrimoine

### Lieux et monuments
La commune de Daubeuf-près-Vatteville compte plusieurs édifices inscrits à l'inventaire général du patrimoine culturel :
- le château des Buspins (XVIIe)[31]. Il est édifié tout en longueur avec la chapelle attenante et le colombier, le parc et les bâtiments agricoles contigus. Il est construit en vieilles briques avec des encadrements  alternant pierre de taille et  brique. Le toit, recouvert d'ardoises, est à deux-eaux ouvert de lucarnes en chiens-assis et de frontons triangulaires alternés. ;
- l'église Saint-Martin (XIIIe et XVe)[32]. La tour-clocher carrée est percée en hauteur de baies jumelles et ornée de modillons, offrant un porche sous une voûte sur croisée d'ogive. La nef est dépourvue de transept mais ouverte de quatre travées d'étroites baies ogivales, dont plusieurs furent agrandies après l'époque de la construction, avec ouverture en plein cintre bouchée au sud, et sacristie hexagonale ajoutée tardivement à l'est. L'édifice est construit en moellons, et appareillage de pierre de taille pour la majeure partie de la tour-clocher et les contreforts de la nef. La voûte est charpentée en carène de navire renversée. Le toit, couvert d'ardoises, est à deux-eaux pour la nef ;
- le manoir de Fretteville (XVIIe et XVIIIe siècles). La grange date du XVIIe siècle et le colombier du XVIIIe siècle[33] ;
- une ferme du Mont-Joyeux (XVIIe et XVIIIe siècles). La grange et le logis datent du XVIIe siècle. Ils ont été remaniés au XVIIIe siècle (le logis porte la date 1757)[34] ;
- une croix de chemin au lieu-dit le Mont-Joyeux du XIXe siècle[35].

Sont également inscrits à cet inventaire quatre édifices aujourd'hui détruits :
- la chapelle Notre-Dame-des-Jardins au lieu-dit Fretteville[36] ;
- le manoir de Saint-Ouen (XIIIe). Il s'agit d'un manoir qui appartenait à l'abbaye Saint-Ouen de Rouen. La salle a été construite par Jehan de Courcheles en 1287[37] ;
- un moulin au lieu-dit le Moulin[38] ;
- un cimetière mérovingien datant du Haut Moyen Âge[39].

### Patrimoine naturel
Site inscrit
- Les falaises de l'Andelle et de la Seine  Site inscrit (1981)[40].

### Héraldique
|  | Les armes de la commune se blasonnent ainsi : d’azur au chevronnel d’argent accompagné en chef de deux gerbes de blé et en pointe d’une croisette ancrée soutenue d’un arbre terrassé accosté de deux abeilles volantes, celle de dextre en barre et celle de senestre en bande, le tout d’or, au chef cousu de gueules chargé de deux léopards aussi d’or. Les deux léopards d'or des armoiries de Daubeuf-près-Vatteville rappellent les armoiries de la Normandie. |